# Palau de Cīrava
El Palau de Cīrava (en letó: Cīravas muižas pils: en alemany: Schloß Zierau) és un palau a la històrica regió de Curlàndia, al municipi d'Aizpute (Parròquia de Cīrava) de Letònia. És un monument nacional d'arquitectura inclòs a la llista dels monuments sota protecció estatal de Letònia.

## Història
El palau té les seves arrels en un moment en què Aizpute i Sakaslejas pertanyia al bisbat de Curlàndia. Va ser construït el 1752 com a pavelló de caça per a la família alemanya bàltica del baró Von Manteuffel-Szoeges. El 1868 el palau va ser reconstruït i ampliat en l'estil Tudor - neogòtic pel projecte de Teodor Zeiler. Els elements interiors del palau estan parcialment conservats, hi ha plafons ornamentals en algunes cambres i xemeneies amb decoracions de marbre que daten a partir del segle xix. Després d'aquesta reconstrucció, el palau es va convertir en un gran edifici.
El 16 de desembre de l'any 1730 el rei va confirmar que Otto Friedrich von Behr, junt amb la seva esposa Katharina i els seus descendents, eren els propietaris de l'antiga Casa senyorial de Cīrava. El 10 d'agost 1774 el rei Estanislau August Poniatowski va confirmar a Herman Friedrich von Behr i la seva esposa Elizabeth, i els seus descendents, com els nous propietaris de la finca. A l'octubre 1781 la propietat va ser heretada per Šarlote Katarina, i a l'estiu de 1781 va ser adquirida per Karl Ernst von Manteuffel Gothard-Szoeges, propietari del palau de Kazdanga.
A la primavera de 1921 la finca va ser nacionalitzada i es va convertir en part de l'estat de Letònia, en posseïa unes 700 hectàrees de terra cultivable i 150 de pastius. Des de 1922 fins a 1951 el palau va allotjar l'escola tècnica de la silvicultura (Meža skola). Més tard va servir com a escola tècnica d'agricultura. A les últimes dècades el palau ha estat buit, hi ha alguns plans per renovar-lo i transformar-lo en un hotel.